# Dąbrowa Świętochłowicka
Dąbrowa Świętochłowicka - dawne tereny znajdujące się w Świętochłowicach na terenie dzisiejszej dzielnicy Centrum.
Dąbrowa znajdowała się w okolicach dzisiejszych ulicy Marii Dulcissimy Hoffmann i Polaka. Teren ten należał do właścicieli Średnich Świętochłowic. Nazwa Dąbrowa nawiązywała do istniejącego tutaj pierwotnie lasu dębowego rozciągającego się od osady po tereny późniejszej huty i osady Królewska Huta. Na terenie Dąbrowy stał młyn Gerlatki, który w 1723 roku z powodu ucisku feudalnego właściciel spalił i uciekł przez granicę do Polski.
W późniejszych latach wzmiankowana jest na tym terenie Świętochłowicka Ligota Górnicza oraz Kolonia Szarloty oraz Nowy Szarlociniec. W 1813 właścicielem Dąbrowy był Porembski, który odsprzedał jej część ówczesnemu Wyższemu Urzędowi Górniczemu pod budowę nowej Świętochłowickiej Ligoty Górniczej. Wraz z rozwojem miasta i zanikiem lasu nazwa powoli wyszła z użycia.